# Ralph Votapek
Ralph Votapek (* 20. März 1939 in Milwaukee) ist ein US-amerikanischer klassischer Pianist und Klavierpädagoge. Er ist derzeit Professor emeritus des College of Music der Michigan State University, an der er 36 Jahre Artist-in-Residence war und gelehrt hat.

## Leben und Werk
Ralph Votapek begann seine musikalische Ausbildung im Alter von neun Jahren. Er schrieb sich am Wisconsin Conservatory für das Fach Klavier ein. Er setzte sein Studium an der Northwestern University fort und besuchte anschließend die Manhattan School of Music und die Juilliard School. Seine Lehrer waren Gui Mombaerts (Northwestern University), Robert Goldsand (Manhattan School of Music), Rosina Lhevinne und Nadia Reisenberg (beide Juilliard School) sowie Rudolf Serkin. 1959 gewann Votapek den prestigeträchtigen New-Yorker Naumburg-Award. 1962 gewann er die Goldmedaille beim Ersten Internationalen Van-Cliburn-Klavierwettbewerb.

### Orchester-Solist
Votapek hat zahlreiche Konzerte mit großen amerikanischen Orchestern gegeben. Nicht weniger als sechzehnmal war er Gastsolist des Chicago Symphony Orchestra. Er spielte häufig mit den Boston Pops. Außerdem konzertierte er mit dem Philadelphia Orchestra, dem New York Philharmonic, dem Los Angeles Philharmonic, dem Pittsburgh Symphony Orchestra, dem San Francisco Symphony Orchestra und dem National Symphony Orchestra sowie mit den führenden Orchestern in St. Louis, Houston, Dallas, Louisville und anderen US-amerikanischen Städten. Darüber hinaus hatte er Konzertauftritte in London, Lissabon, St. Petersburg und im Fernen Osten. Besonders engagierte er sich ab 1966 in Südamerika, wo er alle zwei Jahre Konzerte in Buenos Aires, Rio de Janeiro, Asunción, Montevideo, Sao Paulo, Lima, Caracas, Santiago und zahlreichen kleineren Städten gab und noch heute gibt. Im Jahr 2013 wurde Votapek von der Vereinigung argentinischer Musikkritiker als bester ausländischer Künstler ausgezeichnet. Im Mai 2018 hatte er in seiner 26. Südamerika-Konzerttournee seine Kunst zum Besten gegeben.

### Solist und Kammermusiker
In vier Kontinenten konnte man ihn als Klaviersolisten hören: In New York trat er regelmäßig in der Carnegie Hall und im Lincoln Center auf. Er hatte auch regelmäßig Auftritte in der Orchestra Hall in Chicago und der National Gallery in Washington. Gastauftritte mit Ensembles wie dem Juilliard, dem Fine Arts, dem New World und dem Chester String Quartet sind Highlights seiner umfangreichen Kammermusik-Erfahrung. Votapeks Frau Albertine begleitet ihn häufig bei Zwei-Klavier- und vierhändigen Klavierkonzerten. Sie sind in Buenos Aires unter der Schirmherrschaft des Mozarteum Argentino, in der Van Cliburn Series in Fort Worth, in der Pabst Theatre Series in Milwaukee und an vielen Universitäten gemeinsam aufgetreten.

### Tonträgeraufnahmen
Votapek war 1979 der Solist bei Arthur Fiedlers letzter Boston-Pops-Aufnahme, Gershwins Second Rhapsody, das vom Label London Records auf CD veröffentlicht wurde. Zuletzt war er auf der Deutschen Grammophon-CD „The Arthur Fiedler Legacy“ zu hören. In den letzten Jahren hat er vielfach für die Labels Ivory Classics und Blue Griffin Aufnahmen eingespielt. Auf ersterem Label hat er die kompletten Debussy-Präludien, die kompletten Goyescas von Granados und eine Sammlung bedeutender Werke des 20. Jahrhunderts aufgenommen. Auf dem zweiten Label hat er „Votapek Plays Gershwin“, „The Votapeks, von Mozart bis Piazzolla“, Beethovens komplette Werke für Klavier und Cello mit dem Cellisten Suren Bagratuni und zuletzt „Schuberts letzte Sonaten“ eingespielt. Alle diese Aufnahmen wurden von der Musikkritik hoch gelobt.

## Wertung
Das Repertoire von Votapek ist riesig. Es umfasst die Werke von Beethoven, Schubert, Schumann, Debussy, Ravel, Prokofiev, Ginastera, Gershwin, Diamond und zeitgenössischen Komponisten wie Kent Kennan und James Willey. Sein „Keyboard-Stil“ verkörpert die besten Elemente aus den Klaviertraditionen des 20. Jahrhunderts und "kombiniert Feuer, Poesie und tonale Wärme der Vorkriegszeit mit den modernen Tugenden anspruchsvoller Klarheit und einem elektrisierenden rhythmischem Flair."

## Auszeichnungen
- 1959: Gewinner der Naumburg International Piano Competition in New York City
- 1961: 4. Platz bei der Dimitri Mitropoulos International Music Competition in New York City
- 1962: Gewinner der Van Cliburn International Piano Competition in Fort Worth